# Arnoldo Mondadori Editore
Arnoldo Mondadori Editore — итальянское издательство, выпускающее научную и художественную литературу, а также журналы. Компанию основал в 1907 году Арнольдо Мондадори.

## История
Арнольдо Мондадори в 1905 году начал работать в небольшом издательстве Fratelli Manzoli. К 1907 году он насобирал достаточно денег, чтобы выкупить это издательство, после чего он переименовал его в La Sociale. В том же году издательство начало выпускать журнал Luce! В 1917 году была куплена типография в Вероне, а в 1923 году открыт филиал в Милане. В 1920-х годах компания начала выпускать женский журнал La Donna, журнал фантастики Le Grazie, детскую энциклопедию Enciclopedia dei Ragazzi. С 1927 году начался выпуск книг в бумажной обложке, в частности детективов. Продукция La Sociale продавалась как в Италии, так и в Америке, где имелась большая итальянская диаспора.
В 1930 году была основана серия Libri Azzurri («синие книги»), переводы классики мировой литературы в бумажной обложке. В 1935 году издательство приобрело у The Walt Disney Company лицензию на выпуск серии комиксов с образами Микки Мауса и Дональда Дака. В конце 1930-х годов сын основателя, Альберто Мондадори, начал выпуск еженедельника Tempo. В 1938 году был основан женский журнал Grazia. В 1950 году компания начала издавать иллюстрированный еженедельник Epoca. В 1950-х годах был создан Club degli Editori, первый итальянский книжный клуб, в 1954 году началось развитие сети книжных магазинов Mondadori per Voi. В 1958 году был запущен импринт Il Saggiatore для философской литературы. Второй сын основателя, Джорджо Мондадори, начал развивать промышленное подразделение компании: в 1961 году была открыта фабрика по выпуску канцтоваров и открыток, а в 1964 году — целлюлозно-бумажная фабрика. Также под руководством Джорджо была построена новая штаб-каартира в Сеграте по проекту архитектора Оскара Нимейера. Выручка компании выросла с 16 млрд лир в 1960 году до 71 млрд лир в 1965 году, численность персонала за тот же период возраста с 2,3 тыс. до 5 тыс. В 1962 году начал выходить ежемесячный журнал Panorama, с 1967 года ставший еженедельным. В 1963 году начался выпуск 15-томной научно-технической энциклопедии, среди авторов которой было несколько нобелевских лауреатов. В 1971 году Арнольдо Мондадори умер, семейный бизнес возглавил Джорджо Мондадори. В первой половине 1970-х годов были куплены две типографии в Италии и одна в Испании.
В 1975 году была основана ежедневная газета La Repubblica; она была совместным проектом Mondadori и группы L’Espresso. В 1976 году сёстры Лаура и Кристина Мондадори вытеснили Джорджо с поста председателя, компанию возглавил Марио Форментон, муж Кристины. Под его руководством был создан телеканал Retequattro и рекламное агентство Gestione Pubblicitaria Editoriale (Gpe). В начале 1980-х годов была создана дочерняя компания Editoriale Le Gazzette, ставшая выпускать 4 региональные газеты. С 1982 года акции Mondadori котируются на Итальянской фондовой бирже. К 1984 году Mondadori оказалась на грани банкротства, поскольку телеканал Retequattro так и не смог завоевать зрительскую аудиторию и приносил большие убытки. В конце 1984 года он был продан холдингу Сильвио Берлускони Fininvest.
В 1985 году для издательства Arnoldo Mondadori Editore была создана холдинговая компания AME Finanziaria (AMEF), в которую вложили средства внешние инвесторы, в частности, Карло де Бенедетти, глава CIR Group (он приобрёл 17 % акций) и Сильвио Берлускони (9 %). Инвестиции позволили издательству быстро преодолеть кризис, но в 1987 году скоропостижно скончался Марио Форментон, после чего началась борьба за руководство компанией между внуками основателя, Леонардо Мондадори и Лукой Форментоном. На всеобщем собрании акционеров в 1988 году Форментон при поддержке Бенедетти смог вытеснить Леонардо Мондадори из совета директоров. В следующем году компании удалось установить полный контроль над газетой La Repubblica. Однако противостояние в руководстве продолжалось, в 1989 году Берлускони удалось заблокировать слияние группы Бенедетти CIR с AMEF. В декабре 1989 года Лука Форментон согласился продать свои акции Берлускони, что породило судебную тяжбу между Берлускони и Бенедетти. Суд первой инстанции принял в июне 1990 года решение в пользу Бенедетти, но в январе 1991 года апелляционный суд отменил это решение. В мае 1991 года было достигнуто соглашение о разделе издательства: Берлускони получил основную часть активов (выпуск книг и журналов, рекламное агентство), а Бенедетти — газетный бизнес (La Repubblica и 15 региональных газет). Позже адвокат Берлускони Чезаре Превити был осуждён за дачу взятки судье апелляционного суда, а холдинг Fininvest суд обязал возместить убытки группе Бенедетти.
В 1991 году Леонардо Мондадори был назначен председателем совета директоров издательства и занимал этот пост до самой смерти в декабре 2002 года. В 1990-х годах начался спад в издательском деле, доля Mondadori на рынке печатной продукции Италии за счёт поглощения конкурентов выросла с 20 % до 29 %. В 2006 году было куплено французское издательство Emap France. В 2015 году было поглощено издательство Rizzoli Libri. В 2018 году был продан журнал Panorama, а в 2019 году — Emap France. В 2021 году был куплен издатель учебников D Scuola.

## Собственники и руководство
Контрольный пакет акций (53,3 %) принадлежит холдингу семьи Берлускони Fininvest.
- Марина Берлускони — председатель совета директоров с 2002 года.
- Антонио Порро (Antonio Porro, род. в 1965 году) — генеральный директор (CEO) с апреля 2021 года, в Fininvest с 1991 года, в Mondadori с 1993 года[10].

## Деятельность
Подразделения по состоянию на 2023 год:
- книги для широкой аудитории — выпуск книг в бумажном и электронном форматах, а также аудиокниг под торговыми марками Mondadori, Giulio Einaudi Editore, Piemme, Sperling & Kupfer, Frassinelli, Rizzoli, BUR, Fabbri Editori, Rizzoli Lizard, De Agostini Libri, Star Comics и Mondadori Electa; также в это подразделение входят распространение книг других издательств, выпуск различной печатной продукции (каталоги, путеводители, брошюры), концессии на управление музеями́, организация экскурсий; 35 % выручки;
- учебная литература — печать школьных учебников и других учебных пособий под торговыми марками Mondadori Education, Rizzoli Education и D Scuola; 25 % выручки;
- торговля печатной продукцией — более 500 книжных магазинов в Италии, также торговля через интернет и по почте; 21 % выручки;
- масс-медиа — выпуск журналов (13 наименований с общим тиражом 9 млн экземпляров), организация работы веб-сайтов и профилей в социальных сетях (12 брендов с общей посещаемостью 28,7 млн пользователей в месяц), целевая реклама абонентам сотовых сетей; 15 % выручки.

На Италию приходится 90 % выручки, на другие европейские страны — 5 %, остальные 5 % составляют продажи в США. На итальянском рынке книг для широкой аудитории Mondadori в 2023 году занимала 27,6 %, на рынке учебников — 32 %.